# John Bachman
Pour les articles homonymes, voir Bachman.
John Bachman est un pasteur luthérien connu pour ses positions anti-esclavagistes et un naturaliste américain, né le 4 février 1790 à Rhinebeck dans l'État de New York et mort le 24 février 1874 à Columbia.

## Biographie
John Bachman, fait ses études au Williams College. Il se marie à Harriet Martin en 1816. Il seconde Johannes Knickerbocker (1749-1827) dans une mission d’exploration et d’ambassade auprès des amérindiens Oneidas.
Il enseigne dans des écoles d’Ellwood (Pennsylvanie) puis à Philadelphie. Il est ordonné pasteur en 1814 à l’église luthérienne. Il sert au temple Saint John de Charleston. Il fonde une école de théologie.
Il étudie les animaux du sud des États-Unis d'Amérique. Il assiste plus tard John James Audubon (1785-1851), celui-ci utilisera d’ailleurs les observations de Bachman dans son livre sur les oiseaux (1833-1835). Il participe à la fondation de la Société d’horticulture en 1833.
Il voyage en Europe avec Audubon en 1838 et obtient un Ph. D. honorifique à l’université de Berlin en 1838. Il participe à l’élaboration du livre d’Audubon intitulé The Viviparous Quadrupeds of North America (trois volumes, 1845-1859). Il publie également The Unity of the Human Race (1850).
John James Audubon (1785-1851) lui dédie l'huîtrier de Bachman (Haematopus bachmani) en 1838.
C'est sur ses conseils que l'Afro-Américain Daniel Payne entrera en 1835 au Lutheran Theological Seminary at Gettysburg (en) de Pennsylvanie qui lui ouvrira sa carrière d'évêque puis de président d'université.